# 알렉산데르 크바시니에프스키
알렉산데르 크바시니에프스키(폴란드어: Aleksander Kwaśniewski, 문화어: 알렉싼데르 크바시넵스끼, 1954년 11월 15일 ~ )는 폴란드의 정치가로 1995년부터 2005년까지 대통령을 지냈다.
그단스크 대학교에서 수학한 뒤 1977년 폴란드 연합노동자당에 입당하였고, ITD란 주간지와 「젊은이의 기치」라는 공산당신문의 편집장으로 일했다. 1985년부터 1987년까지 체육청소년부 장관을 지냈고, 후에 청소년 체육 문화 위원회의 회장이 되었다.
1990년 공산당이 붕괴되자 민주좌파연합을 결성하여 국회의원에 당선된 이후 민주좌파연합 지도자직을 맡았다. 1995년 대통령 선거에서 현직 대통령 레흐 바웬사를 꺾고 대통령으로 당선되었다. 크바시니에프스키는 공산당 출신임에 불구하고 바웬사처럼 친서방 정책을 유지하면서 폴란드를 유럽 연합 및 나토에 가입시켰다.

## 어린 시절

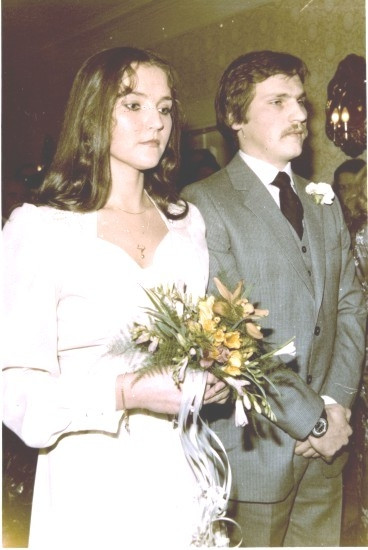
부인 욜란타와 결혼식에서 (1979년)

서포모제주의 비아워가르트에서 내과 의사 부친과 간호원 모친 사이에 태어났다. 서방을 방문하는 데 비자를 얻기 쉽지 않은 당시 크바시니에프스키는 청년 시절에 해외 순방을 할 수 있었다. 그는 스웨덴에서 일을 하고 런던을 방문하였으며, 자동차 회사를 위하여 자동차를 배달하는 직업을 찾을 때 미국으로 건너갔다. 1976년 7월 4일 미국의 독립 기념 200주년을 축제벌이는 날 뉴욕에 있었다.
크바시니에프스키의 어떤 여행들은 1973년 자신이 입학한 그단스크 대학교로부터 여름 휴가를 받을 때 일어났다. 그는 4년 동안 교통 경제와 해외 무역을 수학하였으나 학위를 취득하는 데 실패하였다. 공식적 공산당 기구의 회원이 이 시기에 전문적 진보를 희망한 아무 폴란드인을 위하여 의무이었던 이유로 크바시니에프스키는 대학생들을 위한 정부 제재 단체인 폴란드 사회주의 연합 학생당의 당원이 되었다.

## 정치 경력

### 정계 입문
지배국에 직업과 함께 크바시니에프스키는 바르샤바로 이주하여 정식으로 폴란드 연합노동자당으로 더욱 알려진 폴란드 공산당에 입당하였다. 1981년 11월 통일노동당의 원조 아래 발간된 주간 학생 신문 〈ITD〉 편집 국장으로서 차지하였다. 1달 후에 통일노동당 제1서기 보이치에흐 야루젤스키가 계엄령을 선포하자, 다른 뉴스 대중매체의 대부분과 더불어 그 발간이 정지당하였다. 탄압은 10년간 즐겨진 통일노동당의 통치를 손상시키고 생활의 국면으로 도달한 폴란드에 걸쳐 의견 차이를 자라나게 하는 데 책임을 지었다. 자유 노조라 불리는 반대 운동이 1980년 여름 그단스크에 있는 레닌 조선소에서 일어났다. 전기공 레흐 바웬사가 이끄는 근로자들은 공산주의 동구권의 여러곳에서 근로자들을 위하여 첫 무소속 정당 기구가 된 탈당 노동 조합을 형성하였다.
자유 노조는 계엄령이 선포되었을 때 금지되었고 통일노동당의 회고 진행이 모든 작업장과 공공 시설들에서 시작되었다. 출판 금지령이 결국 회복되자, 크바시니에프스키는 자신들의 야망을 현재의 사건들에 맡아서 경영하기 위한 두드러진 편집 문서들을 썼다. ITD 같은 소매점들은 진행을 따르고, 통일노동당의 활동들과 야루젤스키와 다른 지도자들에 의하여 만들어진 결정들을 위한 발언 후원을 칭송하는 데 기대되었으나 대신 크바시니에프스키는 "폴란드인들이 감정과 전설을 거절하고 성실한 사회와 신분의 이익들에 집중하는 데 이제 중요한 권리로 보인다"고 편집 문서를 썼다.
계엄령이 끝난 지 몇달 후인 1984년 초순에 크바시니에프스키는 또한 통일노동당에 의하여 발간된 일간 신문 〈슈탄다르 무워디히〉(젊은이의 기치)의 편집 국장이 되었고, 1년 후에 폴란드에서 퍼스널 컴퓨터 열광자들을 위한 첫 잡지 〈바이테크〉를 함께 창설하였다. 그는 후에 곧 체육청소년부 장관으로서 정부에 가입하였고, 1987년부터 폴란드 올림픽 위원회의 의장을 지냈다. 그는 폴란드에서 통일노동당 통치의 말기까지 이 직위들을 보유하였고, 자유 노조와 협력하는 데 정부에서 강경파들을 주장한 통일노동당의 지도자로서 상대적으로 평온한 변천에 관련되었다.

### 신당 창당
1989년 초순에 크바시니에프스키는 전쟁 이후의 폴란드 역사에 일어난 중대한 이벤트였던 그해 4월 원탁 협정에 결과를 가져온 2개월 장기적 회담에 참석하였다. 통일노동당에 의하여 시작된 이 회담들은 자라나는 사회적 불안을 진정시키는 노력에서 자유 노조와 다른 야당의 지도자들을 함께 데려왔고, 크바시니에프스키는 노동 조합의 복수 혹은 통일노동당과 연합하지 않은 새로운 노동 단체들의 인정을 협상한 직무 단체에 근무하였다. 동의서는 또한 공산당 정부와 야당들 사이에 정치적 권력을 갈라 놓는 결정과 함께 끝냈다.
그해 6월에 선거가 실시되었고 이제 정식으로 정당으로 설립된 자유 노조가 폴란드 국회에서 몇몇의 의석들을 이겼다. 다음해 초순에 크바시니에프스키가 함께 창당한 새로운 좌익 정당 폴란드 공화국 사회민주당의 호의에 통일노동당은 해체되었다. 그는 그 의장을 맡는 데 압도적인 선택이었으며, 그 창당 회의에서 1500명의 사절단의 3분의 2보다 더 많게 선출되었다. 1990년 후순에 폴란드 역사상 최초의 직접 대통령 선거에서 바웬사가 당선되었다.
아직도 폴란드 공화국 사회민주당의 우두머리를 맡은 크바시니에프스키는 1991년 좌익 정당들의 연립당 민주좌파연합의 형성에서 주요 수단이었다. 그해 후반에 열린 국회 의원 선거에서 그는 민주좌파연합의 후보가 되어 바르샤바 구역을 대표하였고, 여러 후보의 최고점에 도달하였다. 민주좌파연합은 또한 1993년 국회 선거에서도 잘 해냈고, 그해 자신의 재선 후에 크바시니에프스키는 폴란드 국회와 상원을 합친 국회에서 가장 중요한 직위들 중의 하나로 전진하였다.
바웬사와 자유 노조가 시장경제로 계획으로부터 폴란드의 고통스러운 변화에 관련된 10년간 이 첫 부분의 어려운 논점의 다수를 경험하였다. 그의 5년간 임기의 말기가 다가오면서 새 대통령 선거가 어렵게 나타났고, 크바시니에프스키는 현직 지도자를 꺾는 데 최고의 후보로서 나타났다. 바웬사가 자신의 상대 후보가 한번 공산당원이라는 사실을 밝히는 동안에 크바시니에프스키는 선거 운동이 일어나는 동안 폴란드의 위기적 경제 상황을 향상시키는 맹세를 하였다.

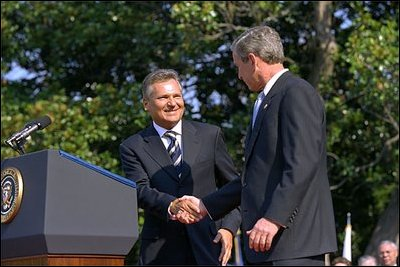
백악관에서 조지 W. 부시 대통령과 회담 후 악수하는 크바시니에프스키

## 대통령 재임

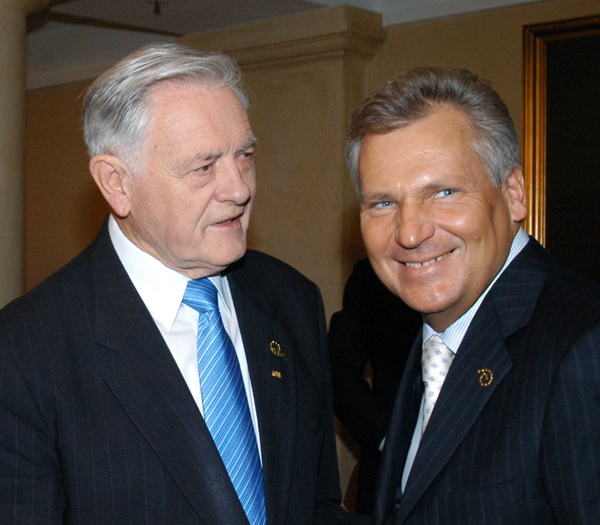
발다스 아담쿠스 리투아니아 대통령과 함께

1995년 대통령 선거에서 크바시니에프스키는 민주좌파연합의 후보로서 나가 바웬사에 2 퍼센트 앞서면서 끝냈다. 결승전의 선거가 예정되었고 무두질하고 강건한 그가 방영된 토론에서 바웬사에 극적인 승리를 거두었다.
결승 선거에서 크바시니에프스키는 결승전 선거를 우승하고 폴란드 헌법의 채택과 함께 1997년 자신의 첫 임기 기간의 가장 인상적인 성취를 이루었다. 그는 또한 폴란드를 유럽 연합에 가입하는 데 열렬한 성원자가 되었으며, 또한 조국이 북대서양 조약 기구에 가입할 때 그는 "우리 역사상 가장 중요한 순간"으로 감수하였다.
2000년 10월 크바시니에프스키는 10명의 다른 도전자들의 가득찬 범위에 대통령 선거에서 다시 한번 바웬사를 향하였다. 이때 크바시니에프스키는 2위로 온 후보자가 17.3 퍼센트를 얻고, 바웬사가 7위를 하면서 53.9 퍼센트의 투표인들의 다수를 얻었다. 그의 대통령으로서 2번째 임기 기간의 가장 의미있는 이정표는 2004년 5월 2일 폴란드가 유럽 연합의 10개의 새로운 회원국들 중의 하나가 되었을 때 왔다. 폴란드 국내에서 그는 자신의 첫 임기 기간의 상대적인 정치적 안정을 유지하여 동맹국들을 감시하고, 바웬사의 대통령 재임시 가장 논쟁적이던 폴란드의 민주화의 첫 세월을 만든 관념 형태의 어려움들을 제거하였다. 2004년 후순에 크바시니에프스키는 이웃 나라 우크라이나에서 민주적으로 선출된 대통령 후보 빅토르 유시첸코가 직위로부터 방해될 때 우크라이나에서 위기를 해결하는 데 지도 회담들로 선출되었다. 전체적으로 봐서 그는 자신의 공명 정대와 지구촌 공동체에서 폴란드를 전진시키는 위임으로 자신의 10년간의 기간에서 높은 평점을 얻었다.
폴란드의 헌법이 대통령을 2개의 기간들로 한정시키자 크바시니에프스키는 2005년 12월 대통령직에서 물러났다. 다시 한번 미국으로 돌아간 그는 이번에 조지타운 대학교의 방문 외교 장학생으로 갔다.

## 역대 선거 결과
| 선거명      | 직책명                        | 대수 | 정당                     | 1차 득표율 | 1차 득표수  | 2차 득표율 | 2차 득표수  | 결과         | 당락                   |
| ----------- | ----------------------------- | ---- | ------------------------ | ---------- | ----------- | ---------- | ----------- | ------------ | ---------------------- |
| 1989년 선거 | 상원의원 (코샬린 광역부)      | 10대 | 폴란드 통일노동자당      | 38.45%     | 81,823표    |            |             | 3위          | 낙선                   |
| 1991년 선거 | 하원의원 (바르샤바 제1선거구) | 1대  | 민주좌파연합             | 10.27%     | 73,906표    |            |             | 비례대표 1번 | 바르샤바 하원의원 당선 |
| 1993년 선거 | 하원의원 (바르샤바 제1선거구) | 2대  | 민주좌파연합             | 18.69%     | 148,553표   |            |             | 비례대표 1번 | 바르샤바 하원의원 당선 |
| 1995년 선거 | 폴란드의 대통령               | 3대  | 폴란드 공화국 사회민주당 | 35.11%     | 6,275,670표 | 51.72%     | 9,704,439표 | 1위          |                        |
| 2000년 선거 | 폴란드의 대통령               | 3대  | 무소속                   | 53.90%     | 9,485,224표 |            |             | 1위          |                        |